# Laurier (stacja metra)
Laurier – stacja metra w Montrealu, na linii pomarańczowa. Obsługiwana przez Société de transport de Montréal (STM). Znajduje się w Mile End, w dzielnicy Le Plateau-Mont-Royal.